# Stegasjön (Dagsås socken, Halland)
Stegasjön är en sjö i Varbergs kommun i Halland och ingår i Ätran-Himleåns kustområde. Sjön har en area på 0,233 kvadratkilometer och ligger 49 meter över havet. Sjön avvattnas av vattendraget Tvååkers Kanal.

## Delavrinningsområde
Stegasjön ingår i det delavrinningsområde (633389-129705) som SMHI kallar för Utloppet av Stegasjön. Medelhöjden är 70 meter över havet och ytan är 3,16 kvadratkilometer. Det finns inga avrinningsområden uppströms utan avrinningsområdet är högsta punkten. Avrinningsområdets utflöde Tvååkers Kanal mynnar i havet. Avrinningsområdet består mestadels av skog (65 %) och jordbruk (16 %). Avrinningsområdet har 0,23 kvadratkilometer vattenytor vilket ger det en sjöprocent på 7,4 %.